# 1,3-Butanediol
1,3-Butanediol là một hợp chất hữu cơ có công thức HOCH2CH2CH(OH)CH3. Đây là một diol chiral. Hợp chất này là một chất lỏng không màu, tan trong nước và không có mục đích sử dụng quy mô lớn. Đây là một trong bốn đồng phân cấu trúc ổn định của butanediol.
Trong sinh học, 1,3-butanediol được sử dụng như một chất hạ đường huyết. 1,3-Butanediol có thể được chuyển đổi thành β-hydroxybutyrate và có tác dụng như một chất nền cho sự trao đổi chất của não.